# Ga Pungsan
Ga Pungsan (Tiếng Hàn: 풍산역, Hanja: 楓山驛) là ga đường sắt trên Tuyến Gyeongui–Jungang và Tuyến Seohae nằm ở Pung-dong, Ilsandong-gu, Goyang-si, Gyeonggi-do.

## Bố trí ga
| ↑ Ilsan   |
| \| １     |
| Baengma ↓ |

| １ | ● Tuyến Gyeongui–Jungang | → Hướng đi Daegok · Haengsin · Seoul · Yongmun →           |
| １ | ● Tuyến Seohae           | → Hướng đi Daegok · Sân bay Quốc tế Gimpo · Sosa · Wonsi → |
| ２ | ● Tuyến Gyeongui–Jungang | ← Hướng đi Ilsan · Tanhyeon · Geumchon · Munsan            |
| ２ | ● Tuyến Seohae           | ← Hướng đi Ilsan                                           |